# Râul Vinț
Râul Vinț este un curs de apă, afluent al râului Mureș. 

## Hărți
- Harta județului Alba
- Harta munților Apuseni